# Nicolae Moldoveanu (Dirigent)
Nicolae Moldoveanu (* 20. Juli 1962 in Hunedoara, Rumänien) ist ein rumänischer Dirigent.
Nicolae Moldoveanu emigrierte 1986 in die Schweiz. Moldoveanu studierte bei Wilfried Boettcher, Horst Stein, Ralf Weikert und Antal Doráti an der Zürcher Hochschule der Künste, der Musikakademie Basel und der Berner Hochschule der Künste. Er besuchte Meisterkurse bei Lothar Zagrosek und Sergiu Celibidache. In London studierte er an der Royal Academy of Music bei Colin Metters, George Hurst und Sir Colin Davis. Dort wurde er 1993 mit dem Edwin Samuel Dove Prize ausgezeichnet. Weitere Kurse besuchte er bei Ilya Musin, Leonard Slatkin und Roger Norrington.
Er begann zunächst als Arts Council Young Conductor (ab 1994), dann als Resident Conductor (ab 1996) beim Bournemouth Symphony Orchestra. Von 1998 bis 2005 war er Chefdirigent der English Sinfonia und von 2002 bis 2008 ständiger Gastdirigent der London Mozart Players. Anschließend wirkte er bis 2012 als Dirigent bei der Filarmonica de Stat „Transilvania“ in Cluj-Napoca.
Er hat mit mehreren renommierten Orchestern zusammengearbeitet, wie dem Royal Philharmonic Orchestra, dem Zürcher Kammerorchester, dem Tonhalle-Orchester Zürich, dem Deutschen Symphonie-Orchester Berlin, dem Symphonieorchester des Bayerischen Rundfunks, der Sächsischen Staatskapelle Dresden, dem Royal Liverpool Philharmonic Orchestra, dem BBC Philharmonic Orchestra, dem BBC Scottish Symphony Orchestra und dem Johannesburger Philharmonischen Orchester.

## Diskografie
- 2006: mit Anders Koppel: Works for Saxophone and Orchestra
- 2009: mit London Mozart Players: Song More Silent
- 2010: mit Royal Philharmonic Orchestra: Swan Lake